# Florian Handke

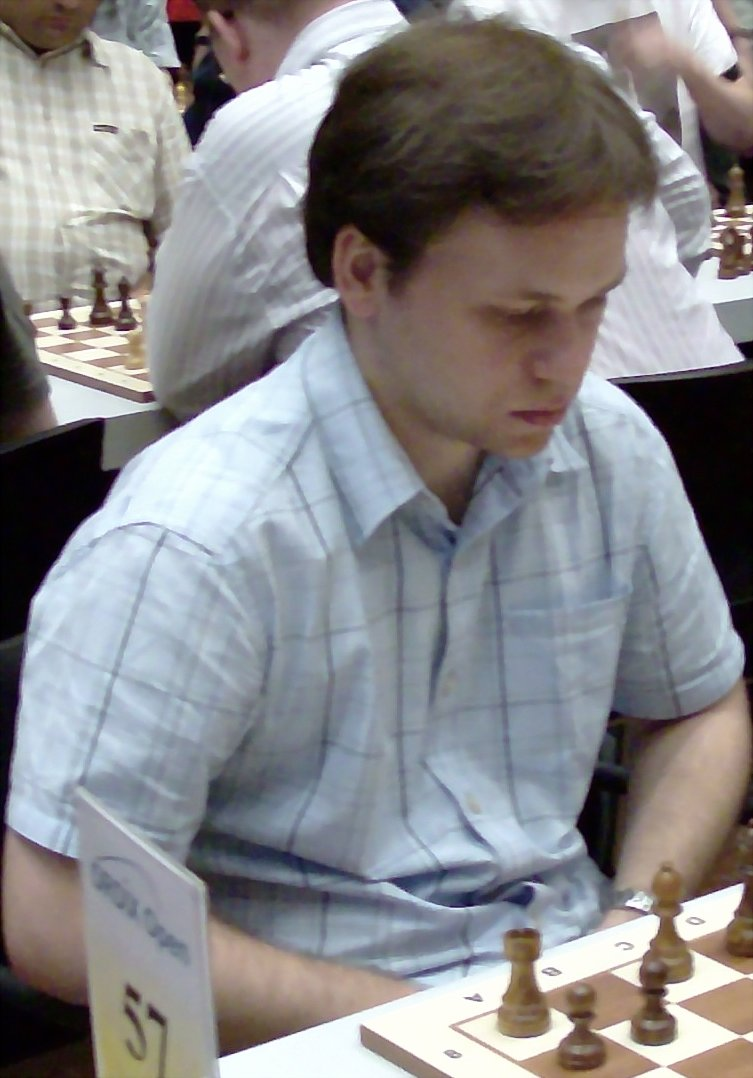
Florian Handke in 2008

Florian Handke (Keulen, 22 maart 1982) is een Duitse schaker. Sinds 2003 is hij een grootmeester (GM).
Van zijn vader leerde Handke schaken. Sinds 1996 werd hij getraind door Yaroslav Srokovski, later door Christopher Lutz. Handke bracht zijn militaire diensttijd door in de Sportfördergruppe Halle en studeerde vervolgens vanaf oktober 2002 rechten. De in Keulen wonende Handke is rechter aan het Landgericht Aachen.

## Resultaten
- In 1999 werd hij achtste bij het wereldkampioenschap voor jeugd tot 18 jaar, gehouden in Oropesa del Mar.[2]

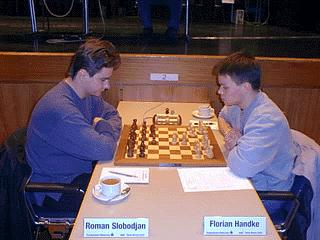
Roman Slobodjan en Florian Handke bij het kampioenschap van Duitsland in 2001

- In 1999 verkreeg hij de titel Internationaal Meester (IM).[3]
- In 2000 nam hij met het Duitse nationale team deel aan de Mitropa-Cup in Charleville-Mézières.
- In 2001 werd hij bij het kampioenschap van Duitsland in Altenkirchen tweede, achter Christopher Lutz.[4]
- In 2002 werd hij bij het kampioenschap van Duitsland in Saarbrücken derde, achter Thomas Luther en Alexander Graf.[5]
- In 2003 verleende FIDE hem de titel grootmeester (als een van de jongste Duitsers met deze titel). De GM-normen had bij behaald door zijn resultaten bij de Duitse kampioenschappen van 2001 (Altenkirchen) en 2002 (Saarbrücken), bij het internationale kampioenschap van Hamburg in 2002[6] en bij het Lost Boys-toernooi van 2002 in Amsterdam.[7]
- In juni 2005 was Handke een van de zeven winnaars van het open rapidschaak-toernooi in Echternach, met 7.5 pt. uit 9.
- In april 2006 werd hij tweede bij het Dos Hermanas Open, achter Vladimir Boermakin.

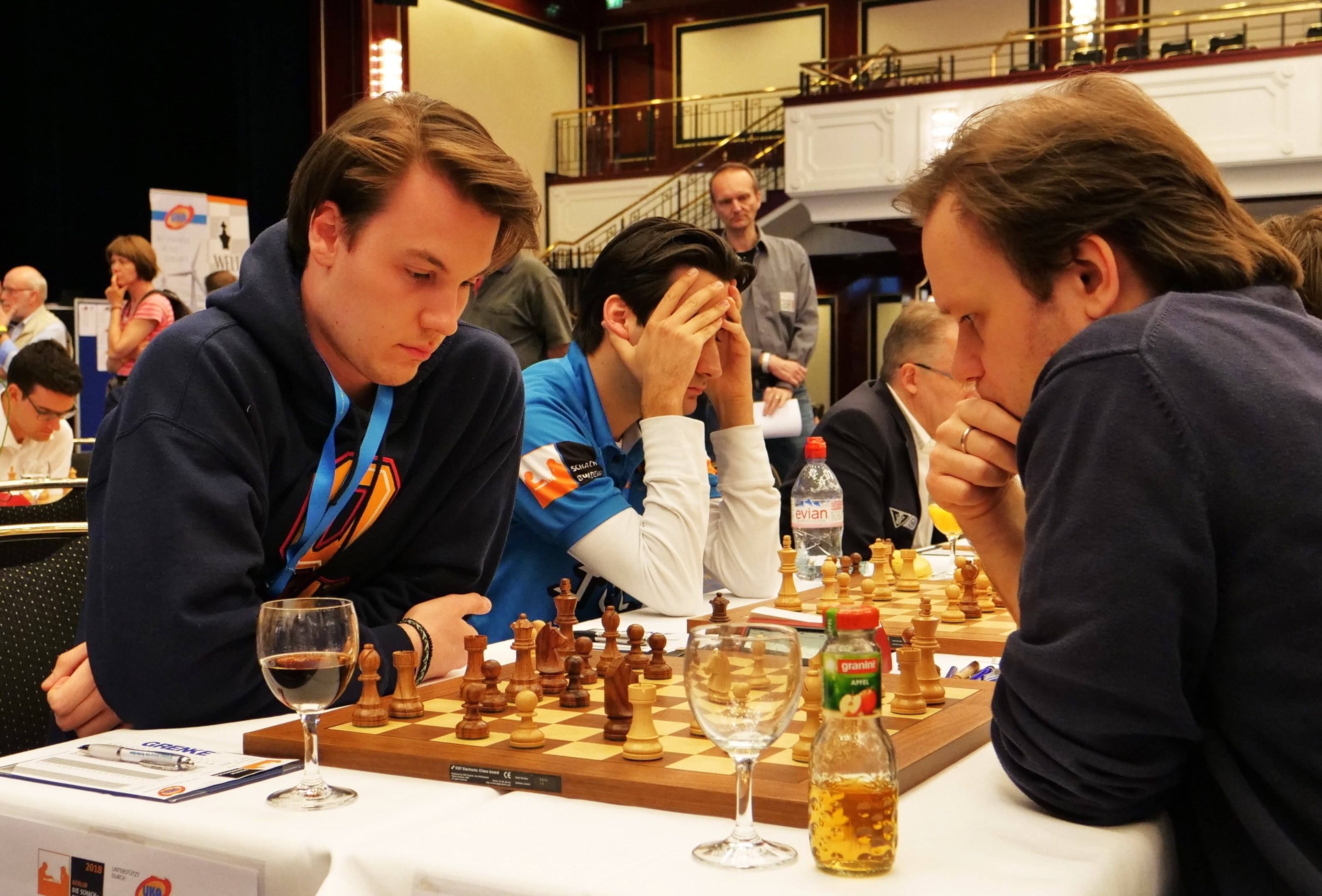
Handke (rechts), voor de Akense schaakvereniging, bij de partij tegen Robin van Kampen (links) in de laatste ronde van de Duitse bondscompetitie 2017/18 (in het midden: Benjamin Bok)

## Schaakverenigingen
Eerder speelde hij voor schaakvereniging SG Porz. In de Duitse bondscompetitie speelde hij van seizoen 2000/01 tot seizoen 2013/14 ononderbroken voor SV Wattenscheid. Van seizoen 2014/15 tot seizoen 2016/17 speelde hij bij het Schachgesellschaft Solingen en werd daarmee in 2016 kampioen van Duitsland. In seizoen 2017/18 speelde hij voor DJK Aufwärts St. Josef Aachen 1920. In seizoen 2019/20 speelde Handke wederom voor Schachgesellschaft Solingen. In de Belgische bondscompetitie werd hij in seizoen 2003/04 ingezet door KSK Rochade Eupen-Kelmis, in de Nederlandse Meesterklasse speelde hij in seizoen 2018/19 voor Zuid-Limburg. Ook speelde hij in de Franse competitie.